# 2003年オーストラリアグランプリ
2003年オーストラリアグランプリ(2003 Australian Grand Prix)は、2003年のF1世界選手権開幕戦として、2003年3月9日にアルバート・パーク・サーキットで開催された。

## 予選
2003年より導入された新予選方式によって、金曜日と土曜日の予選セッションで1台ずつのワンラップアタックが行われた。金曜日は2002年のドライバーズランキング順に走行し、土曜日は決勝スタート時の燃料を積んだ上で、金曜日のタイムが遅い順からの走行となる。
土曜セッションの結果、フェラーリの2台がフロントローを確保し、ザウバーのハインツ＝ハラルド・フレンツェンが4位に割り込んだ。マクラーレンの2台はアタックに失敗してデビッド・クルサードが11位、キミ・ライコネンが15位と出遅れた。
なお、フェラーリとマクラーレンは前年モデルの改良型（フェラーリ・F2002Bとマクラーレン・MP4-17D）での出走となった。

### 結果
| 順位 | No | ドライバー                       | チーム                   | タイム   | 差     |
| ---- | -- | -------------------------------- | ------------------------ | -------- | ------ |
| 1    | 1  | ミハエル・シューマッハ           | フェラーリ               | 1'27.173 | －     |
| 2    | 2  | ルーベンス・バリチェロ           | フェラーリ               | 1'27.418 | +0.245 |
| 3    | 3  | ファン・パブロ・モントーヤ       | ウィリアムズ・BMW        | 1'28.101 | +0.928 |
| 4    | 10 | ハインツ＝ハラルド・フレンツェン | ザウバー・ペトロナス     | 1'28.274 | +1.101 |
| 5    | 20 | オリビエ・パニス                 | トヨタ                   | 1'28.288 | +1.115 |
| 6    | 16 | ジャック・ヴィルヌーヴ           | BAR・ホンダ              | 1'28.420 | +1.247 |
| 7    | 9  | ニック・ハイドフェルド           | ザウバー・ペトロナス     | 1'28.464 | +1.291 |
| 8    | 17 | ジェンソン・バトン               | BAR・ホンダ              | 1'28.682 | +1.509 |
| 9    | 4  | ラルフ・シューマッハ             | ウィリアムズ・BMW        | 1'28.830 | +1.657 |
| 10   | 8  | フェルナンド・アロンソ           | ルノー                   | 1'28.928 | +1.755 |
| 11   | 5  | デビッド・クルサード             | マクラーレン・メルセデス | 1'29.105 | +1.932 |
| 12   | 7  | ヤルノ・トゥルーリ               | ルノー                   | 1'29.136 | +1.963 |
| 13   | 11 | ジャンカルロ・フィジケラ         | ジョーダン・フォード     | 1'29.344 | +2.171 |
| 14   | 14 | マーク・ウェバー                 | ジャガー・フォード       | 1'29.367 | +2.194 |
| 15   | 6  | キミ・ライコネン                 | マクラーレン・メルセデス | 1'29.470 | +2.297 |
| 16   | 21 | クリスチアーノ・ダ・マッタ       | トヨタ                   | 1'29.538 | +2.365 |
| 17   | 12 | ラルフ・ファーマン               | ジョーダン・フォード     | 1'31.242 | +4.069 |
| 18   | 15 | アントニオ・ピッツォニア         | ジャガー・コスワース     | 1'31.723 | +4.550 |
| 19   | 19 | ヨス・フェルスタッペン           | ミナルディ・コスワース   | No Time  |        |
| 20   | 18 | ジャスティン・ウィルソン         | ミナルディ・コスワース   | No Time  |        |

## 決勝
レース前に激しい雨が降り、路面がハーフウェット状態でのスタートとなった。ライコネンはピットスタートを選択してドライタイヤに換装し、あわせて燃料給油も行った。チームメイトのクルサードも2周目に同じ作戦を採った。
レースはフェラーリのワンツー走行で始まったが、6周目に2位のバリチェロが単独クラッシュ。コース上のマシンを撤去するため、2度セーフティカーが出動した。コースが乾いてくるとミシュランタイヤユーザーが優位になり、早めに作戦変更したマクラーレン勢がポジションを挽回した。
上位はモントーヤ、ライコネン、シューマッハの争いとなる。ライコネンはシューマッハのアタックを封じ切ったが、ピットイン時の制限速度違反によりドライブスルーペナルティーを受けて後退した。シューマッハもライコネンとのバトル中にコースオフし、バージボードを損傷。補修のためピットインを命じられ、4位へ後退した。
モントーヤは優勝まで残り12周というところで、2コーナーで単独スピンを犯してしまい、2位へ後退。これでクルサードが初めてトップに立ち、開幕戦の優勝者となった。2位から4位までは一団となってチェッカーを受けた。
ミシュランタイヤの表彰台独占は1984年ポルトガルGP以来となる出来事。フェラーリが表彰台を逃したのは53戦ぶりとなった。

### 結果
| 順位 | No | ドライバー                       | チーム                   | 周回数 | タイム/リタイア | グリッド | ポイント |
| ---- | -- | -------------------------------- | ------------------------ | ------ | --------------- | -------- | -------- |
| 1    | 5  | デビッド・クルサード             | マクラーレン・メルセデス | 58     | 1:34'42.124     | 11       | 10       |
| 2    | 3  | ファン・パブロ・モントーヤ       | ウィリアムズ・BMW        | 58     | +8.675          | 3        | 8        |
| 3    | 6  | キミ・ライコネン                 | マクラーレン・メルセデス | 58     | +9.192          | 15       | 6        |
| 4    | 1  | ミハエル・シューマッハ           | フェラーリ               | 58     | +9.482          | 1        | 5        |
| 5    | 7  | ヤルノ・トゥルーリ               | ルノー                   | 58     | +38.801         | 12       | 4        |
| 6    | 10 | ハインツ＝ハラルド・フレンツェン | ザウバー・ペトロナス     | 58     | +43.928         | 4        | 3        |
| 7    | 8  | フェルナンド・アロンソ           | ルノー                   | 58     | +45.074         | 10       | 2        |
| 8    | 4  | ラルフ・シューマッハ             | ウィリアムズ・BMW        | 58     | +45.745         | 9        | 1        |
| 9    | 16 | ジャック・ヴィルヌーヴ           | BAR・ホンダ              | 58     | +1'05.536       | 6        |          |
| 10   | 17 | ジェンソン・バトン               | BAR・ホンダ              | 58     | +1'05.974       | 8        |          |
| 11   | 19 | ヨス・フェルスタッペン           | ミナルディ・コスワース   | 57     | +1 Lap          | 20       |          |
| Ret  | 11 | ジャンカルロ・フィジケラ         | ジョーダン・フォード     | 52     | ギアボックス    | 13       |          |
| Ret  | 15 | アントニオ・ピッツォニア         | ジャガー・コスワース     | 52     | サスペンション  | 18       |          |
| Ret  | 20 | オリビエ・パニス                 | トヨタ                   | 31     | 燃圧            | 5        |          |
| Ret  | 9  | ニック・ハイドフェルド           | ザウバー・ペトロナス     | 20     | サスペンション  | 7        |          |
| Ret  | 18 | ジャスティン・ウィルソン         | ミナルディ・コスワース   | 16     | ラジエーター    | 19       |          |
| Ret  | 14 | マーク・ウェバー                 | ジャガー・コスワース     | 15     | サスペンション  | 14       |          |
| Ret  | 21 | クリスチアーノ・ダ・マッタ       | トヨタ                   | 7      | スピン          | 16       |          |
| Ret  | 12 | ラルフ・ファーマン               | ジョーダン・フォード     | 6      | クラッシュ      | 17       |          |
| Ret  | 2  | ルーベンス・バリチェロ           | フェラーリ               | 5      | クラッシュ      | 2        |          |

|                                         | FIA F1世界選手権 2003年シーズン | 次戦 2003年マレーシアグランプリ         |
| 前回開催 2002年オーストラリアグランプリ | オーストラリアグランプリ        | 次回開催 2004年オーストラリアグランプリ |